# Vela ai XV Jeux des îles
Le gare di vela ai XV Jeux des îles si sono svolte a Palermo dal 25 al 27 maggio 2011 nel Golfo di Mondello al Club Canottieri Roggero di Lauria.

## Regolamento
Si disputano regate sia per la gara maschile che per quella femminile. La categoria utilizzata è quella dell'Optimist. Si disputano 9 regate in tutto, 3 al giorno.
Ogni giornata costituisce una prova. Nel caso in cui almeno 4 prove saranno completate, il peggior risultato verrà escluso. Per la classifica a squadre, i due skipper di ciascuna delegazione faranno segnare punti.
Almeno 2 gare devono essere completate per costituire una serie. Quando meno di 4 gare sono state completate, il punteggio della serie di una barca sarà il totale dei suoi punteggi in tutte le regate. Quando 4 o più gare sono state completate, il punteggio della serie di una barca sarà il totale dei suoi punteggi in tutte le gare escludendo la peggiore. Il punteggio è dato dal numero relativo alla posizione ottenuta a fine prova. (es. un atleta arriva primo in tutte e quattro le gare: totalizza quindi 1+1+1+1=4 punti). Chi totalizza meno punti vince.
Verranno date medaglie per tre specialità:
- Individuale maschile
- Individuale femminile
- A squadre maschile
- A squadre femminile

Per la gara a squadre, le delegazioni con 4 membri corrono come una squadra. Delegazioni con meno di 4 membri vengono messe in coppia con altre delegazioni fino a fare 4 membri. Alcuni skipper possono navigare per 2 squadre differenti per essere in grado di recuperare un numero uguale di squadre.
Il punteggio per la gara a squadre sarà separato dalle regate di flotta singole.

## Individuale

### Maschile
| posiz | Numero   | Nome                         | Pt | 1   | 2   | 3 | 4 |
| ----- | -------- | ---------------------------- | -- | --- | --- | - | - |
|       | CYP 2604 | Onisphoros Neophtyou         | 15 | 4   | 5   |   |   |
|       | ITA 7458 | Pietro Graceffa              | 17 | 1   | 2   |   |   |
|       | POR 245  | Luis Silveira                | 17 | 6   | 3   |   |   |
| 4     | ITA 7540 | Ugo Pace                     | 26 | 8   | 7   |   |   |
| 5     | FRA 60   | Jimmy Marchand               | 26 | 3   | 6   |   |   |
| 6     | MLT 7    | Edward Fleri Soler           | 30 | 9   | 10  |   |   |
| 7     | POR 2386 | Hugo Jardim                  | 30 | OCS | 4   |   |   |
| 8     | ITA 7898 | Roberto Puddu                | 33 | 2   | 1   |   |   |
| 9     | MLT 28   | Thomas Bonello Ghio          | 35 | 10  | 12  |   |   |
| 10    | FRA 2045 | Stanislas Badu               | 39 | 13  | 18  |   |   |
| 11    | GBR 5926 | Joshua Atherthon             | 43 | 5   | 8   |   |   |
| 12    | ITA 6695 | Danilo Di Fraia              | 46 | 7   | 9   |   |   |
| 13    | ITA 6648 | Samuel Spada                 | 57 | 12  | 13  |   |   |
| 14    | GBR 5927 | Daniel Atherthon             | 60 | 11  | 11  |   |   |
| 15    | POR 1991 | Jose Pedro Martins Pimentel  | 69 | OCS | 15  |   |   |
| 16    | POR 2342 | Joao Da Silva Mendes Pereira | 72 | OCS | OCS |   |   |
| 17    | GBR 5779 | Nick Ellison                 | 82 | 14  | OCS |   |   |
| 18    | FRA 3    | Pierre Francois Aliaga       | 83 | 17  | 17  |   |   |
| 19    | ITA 5536 | Gian Lorenzo Martiner Bot    | 86 | 15  | 16  |   |   |
| 20    | GBR 5833 | David Raimbault              | 87 | 16  | 14  |   |   |
| 21    | FRA 1    | Yoann Lefevre                | 95 | 18  | 19  |   |   |

Legenda:
- DNS: Non partito.
- DNF: Non arrivato.
- DSQ: Squalificato.
- OCS: On the Course Side (partenza anticipata).

### Femminile
| posiz | Numero   | Nome                        | Pt | 1   | 2  | 3   | 4   |
| ----- | -------- | --------------------------- | -- | --- | -- | --- | --- |
|       | ITA 7791 | Elena Puddu                 | 3  | 1   | 1  | 2   | 1   |
|       | ITA 694  | Maria Graceffa              | 7  | 5   | 4  | 1   | 2   |
|       | POR 2341 | Catarina Texeira Ramos      | 9  | 3   | 2  | 4   | OCS |
| 4     | ITA 7372 | Giuliana Liuzza             | 12 | 6   | 3  | 12  | 3   |
| 5     | ITA 7916 | Martina Schirru             | 13 | 2   | 8  | 3   | 8   |
| 6     | CYP 506  | Georgia Kostantinou         | 17 | DSQ | 5  | 8   | 4   |
| 7     | FRA 61   | Megan Reuperne-Zamor        | 23 | 11  | 10 | 6   | 7   |
| 8     | POR 1995 | Ana Resendes da Camara Melo | 23 | 7   | 6  | 10  | OCS |
| 9     | MLT 16   | Rebecca Briffa              | 24 | 4   | 7  | 13  | OCS |
| 10    | GBR 5877 | Sophie Heritage             | 25 | 9   | 17 | 5   | 11  |
| 11    | GBR 5050 | Lily Carter                 | 25 | 13  | 9  | 7   | 9   |
| 12    | FRA 51   | Margeaux Pudal              | 26 | 10  | 16 | 11  | 5   |
| 13    | GBR 5315 | Mary Perkins                | 32 | 18  | 12 | 14  | 6   |
| 14    | GBR 5606 | Sophie Baker                | 33 | 8   | 15 | 16  | 10  |
| 15    | MLT 88   | Claudia Mule Stagno         | 35 | 15  | 11 | 9   | DNF |
| 16    | ITA 6257 | Giulia Arnaldi              | 38 | 12  | 13 | 17  | 13  |
| 17    | POR 2397 | Margarida Pita              | 44 | 14  | 18 | DNF | 12  |
| 18    | FRA 4    | Emilie Rayssac              | 46 | 17  | 14 | 15  | DNS |
| 19    | POR 2407 | Carolina Matos              | 55 | 16  | 21 | 18  | DNF |
| 20    | FRA 2    | Eva Relancio                | 28 | 20  | 19 | 19  | DNF |
| 21    | ITA 7496 | Ludovica Di Tavi            | 61 | 19  | 20 | DNF | DNF |

Legenda:
- DNS: Non partito.
- DNF: Non arrivato.
- DSQ: Squalificato.
- OCS: On the Course Side (partenza anticipata).

## A squadre

### Team Race
| posiz | Nome                   |
| ----- | ---------------------- |
|       | Sicilia                |
|       | Sardegna               |
|       | Martinica              |
| 4     | Azzorre                |
| 5     | Malta & Isola di Wight |
| 6     | Elba & Jersey          |
| 7     | Corsica & Madera       |